# Obvodní soud pro Prahu 3
Obvodní soud pro Prahu 3 je okresní soud se sídlem v hlavním městě Praze a s působností pro obvod a městskou část Praha 3, jehož odvolacím soudem je Městský soud v Praze. Rozhoduje jako soud prvního stupně ve všech trestních a civilních věcech, ledaže jde o specializovanou agendu (nejzávažnější trestné činy, insolvenční řízení, spory ve věcech obchodních korporací, hospodářské soutěže, duševního vlastnictví apod.), která je svěřena městskému soudu.
Na území tohoto obvodu žilo a do působnosti obvodního soudu tak ke konci roku 2024 spadalo 82 149 obyvatel.

## Historie a sídlo
V oblasti Žižkova dříve působil Okresní soud Žižkov (kromě Žižkova v jeho obvodu byly i obce Hrdlořezy a Malešice), který se roku 1889 oddělil od okresního soudu pro Královské Vinohrady a po provizorním umístění ve staré žižkovské radnici na Prokopově náměstí se roku 1900 přestěhoval do nově postavené budovy na Karlově třídě (dnes Seifertova 51). V souvislosti s reorganizací pražských soudů se roku 1928 spolu s okresním soudem pro Karlín transformoval do Okresního soudu civilního pro Prahu-východ. Vlastní Obvodní soud pro Prahu 3 vznikl až začátkem 60. let 20. století a po velmi krátkém umístění v ulici Na Poříčí se jeho sídlem stala funkcionalistická budova s puristickými rysy na Jagellonské ulici na Vinohradech, postavená roku 1929, která kromě horních pater s byty původně sloužila pro kanceláře společnosti Alfa Separator.